# Sophie Dessus
Pour les articles homonymes, voir Dessus.
Sophie Dessus, née le 24 septembre 1955 à Suresnes et morte le 3 mars 2016 à Limoges, est une femme politique française, membre du Parti socialiste. Elle est maire d'Uzerche de 2001 à sa mort et députée de la 1re circonscription de la Corrèze, succédant à François Hollande en 2012.

## Biographie

### Origines et famille
Originaire du Limousin, Sophie Dessus née Dauriac, est la petite-fille du juriste et académicien Henri Mazeaud, dont elle est proche, et la petite-fille de la cousine germaine de Simone de Beauvoir.
Elle grandit à Paris jusqu'à la mort de sa mère, alors qu'elle a 15 ans. Elle suit des études d’histoire et d’histoire de l’art à Limoges.
Elle épouse le 1er août 1975 un fils de pharmacien avec qui elle s'installe comme agricultrice en Corrèze. Elle a quatre enfants nés entre 1976 et 1987.
En 2012, elle épouse en secondes noces le directeur général des services du conseil général de la Corrèze Dominique Ceaux,.

### Carrière politique
Après un engagement dans les milieux associatifs, elle est élue conseillère municipale en 1995 à Uzerche, où elle siège dans l'opposition.
En 1998, elle est élue conseillère générale dans le canton d'Uzerche. Réélue en 2004 et 2011, elle est membre de la commission permanente et de la commission du Développement économique et de l'Agriculture, puis vice-présidente chargée de la culture et des aides aux communes de 2008 à 2012. 
Elle est élue maire d'Uzerche en 2001, réélue en 2008, puis en 2014. Elle reçoit en 2007 des mains de Christian Poncelet, président du Sénat, une Marianne d'Or (prix d'excellence des municipalités de France) dans la catégorie aménagement urbain.
Elle est candidate suppléante de Martine Leclerc aux élections législatives de 2007 dans la troisième circonscription de la Corrèze, face notamment à Jean-Pierre Dupont (UMP), député et président du conseil général de la Corrèze depuis 1998.
Elle connaît une médiatisation nationale soudaine en 2009 lors de la diffusion par Le Petit Journal de Canal+ d'une vidéo dans laquelle Jacques Chirac cherche l'attention de la conseillère générale, lui valant le surnom de « blonde de Chirac », ou encore de « copine de Chirac ». Une deuxième séquence similaire en 2011 au musée du Président Chirac attire une nouvelle fois l'attention des médias.
Le 10 juin 2012, elle est élue députée de la première circonscription de la Corrèze, en recueillant 51,44 % au premier tour, succédant ainsi à François Hollande, nouveau président de la République française.
Peu de temps après son élection, elle annonce l'abandon de son mandat de vice-présidente du conseil général mais pas celui de maire d'Uzerche, contrairement aux règles du PS sur le cumul des mandats.

### Décès
Souffrant d'un cancer, elle meurt le 3 mars 2016 d'une hémorragie cérébrale au CHU de Limoges. Ses obsèques ont eu lieu le 9 mars à Uzerche, en présence notamment de François Hollande et Claude Bartolone. Elle repose tout d'abord dans le caveau familial du cimetière de Sainte-Eulalie. Sa dépouille est ensuite transférée au jardin du souvenir du cimetière Saint-Pierre d'Uzerche dans une tombe érigée à son nom.

## Mandats et fonctions

### Mandat national
- Assemblée nationale
  - Députée de la première circonscription de la Corrèze du 20 juin 2012 au 3 mars 2016

### Mandats locaux
- Conseil général de la Corrèze
  - Conseillère générale du canton d'Uzerche de 1998 à 2015
  - Vice-présidente chargée de la politique culturelle, de l'aide aux communes et du patrimoine de mars 2008 à 2012
- Commune d'Uzerche
  - Conseillère municipale de 1995 à 2016
  - Maire de mars 2001 à mars 2016

### Autre fonction
- Communauté de communes du Pays d'Uzerche
  - Présidente d'avril 2001 à mars 2016